# Lacerated Enemy Records
Lacerated Enemy Records ist ein tschechisches Musiklabel, das im Jahr 2004 vom ehemaligen Godless-Truth-Sänger Zdeněk Šimeček gegründet wurde und sich auf Death Metal spezialisiert hat.
Im Jahr 2017 warfen Musiker der früher beim Label unter Vertrag stehenden Bands Engorging the Autopsy und The Ritual Aura vor, dass das Label Alben beider Gruppen mit gefälschten Autogrammen zu überteuerten Preisen zum Verkauf anbiete. Dies hatte zur Folge, dass Engorging the Autopsy und The Ritual Aura das Label verließen und erst genannte Gruppe auf unbestimmte Zeit sämtliche musikalische Aktivitäten einstellte. Im Statement von The Ritual Aura wurde dem Label mangelnder Respekt im Umgang mit den Musikern und betrügerisches Verhalten vorgeworfen.
Zu bekannten Gruppen, die bei Lacerated Enemy Records unter Vertrag standen gehören neben Godless Truth auch Vulvodynia, Unmerciful, Condemned und Sarcolytic. Discogs zählt 110 Veröffentlichungen des Labels.

## Künstler (Auswahl)
- Abominable Putridity
- Blade of Horus
- Condemned
- Engorging the Autopsy
- Godless Truth
- Hiroshima Will Burn
- Infecting the Swarm
- The Ritual Aura
- Sarcolytic
- Thirteen Bled Promises
- Unmerciful
- Vomit Remnants
- Vulvodynia